# Bruno Julie
Bruno Julie (født 11. juli 1978) er en mauritisk amatørbokser, som konkurrerer i vægtklassen bantamvægt. Julies største internationale resultat er en bronzemedalje fra Sommer-OL 2008 i Beijing, Kina. Han vandt en sølvmedalje ved Commonwealth Games i 2006 i Melbourne. Han repræsenterede Mauritius under Sommer-OL 2008 hvor han vandt en bronzemedalje efetr at have tabt i semifinalen mod Zou Shiming fra Kina.